# Conteneur réfrigéré

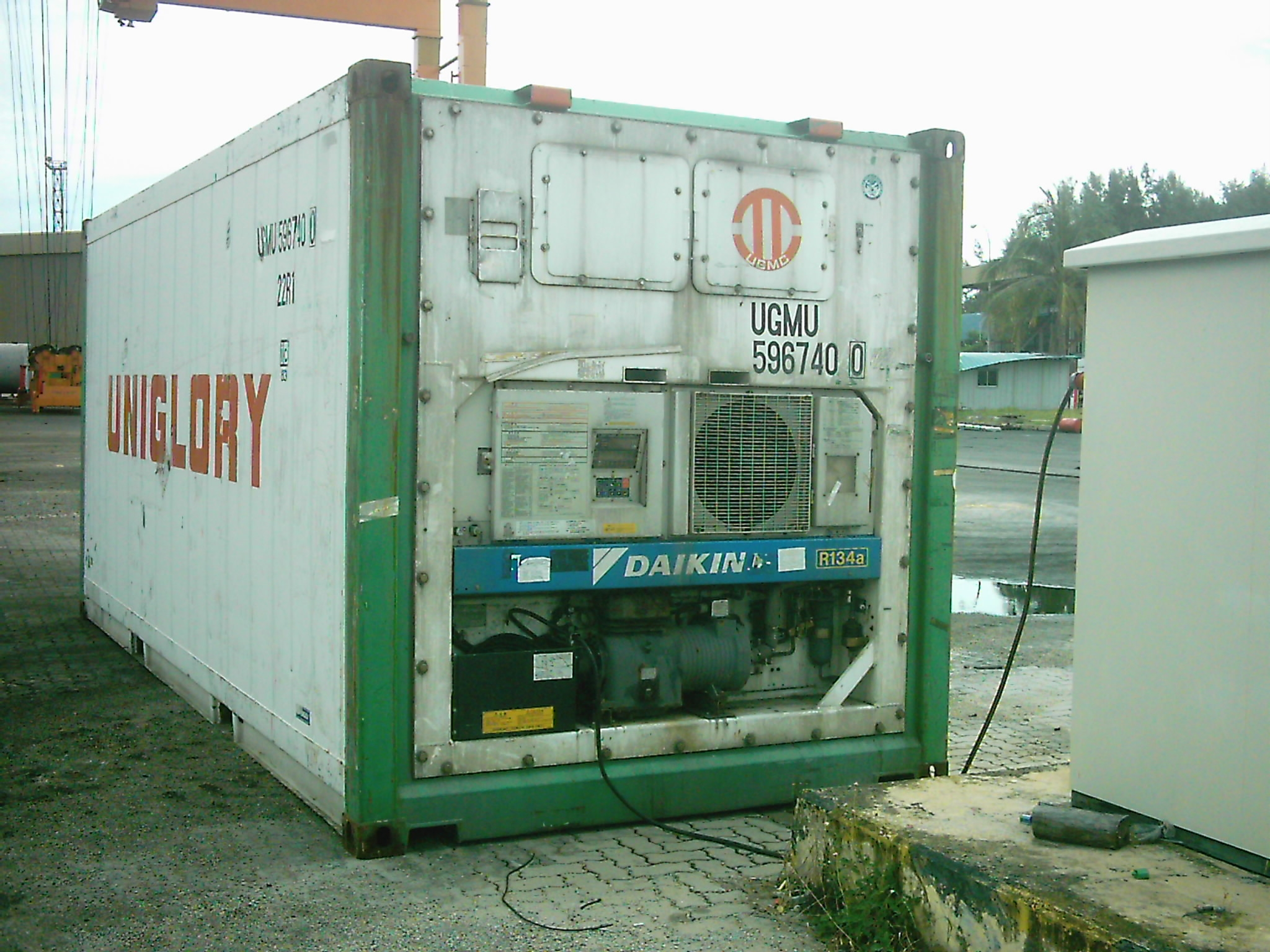
Conteneur réfrigéré, reconnaissable à la ventilation.

Un conteneur réfrigéré ou conteneur frigorifique, en anglais « reefer », est un conteneur capable de maintenir une certaine température quelles que soient les conditions extérieures. Son contrôle est assuré par une transmission de ses paramètres à la passerelle du navire (poste de commande et de navigation).
La température intérieure peut varier entre +25°C et -25°C pour la majorité des conteneurs. Pour certains produits, cette température peut descendre jusqu'à -60°C.
Parmi les industries utilisant ces conteneurs, on retrouve le secteur des vins et spiritueux, les produits laitiers, les plats cuisinés, la viande et les produits de la mer ou encore les produits pharmaceutiques. Ces produits nécessitent une température constante. Les vins et spiritueux sont, par exemple, maintenus à 12°C, quelle que soit la température extérieure.
Il n'y a pas de norme pour la couleur de ces conteneurs, mais tacitement, ils sont de blancs. Cette couleur a été adoptée car elle est celle qui reflète le plus le rayonnement solaire (c'est-à-dire qu'elle absorbe peu la chaleur).

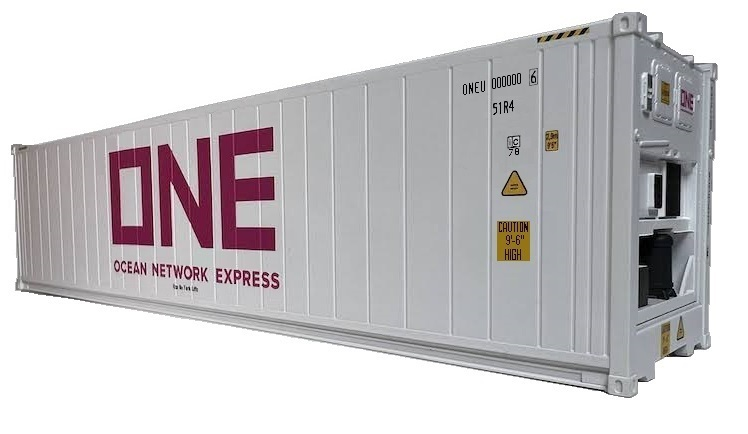
Conteneur réfrigéré ONE.
Conteneur classique ONE.

## Fonctionnement

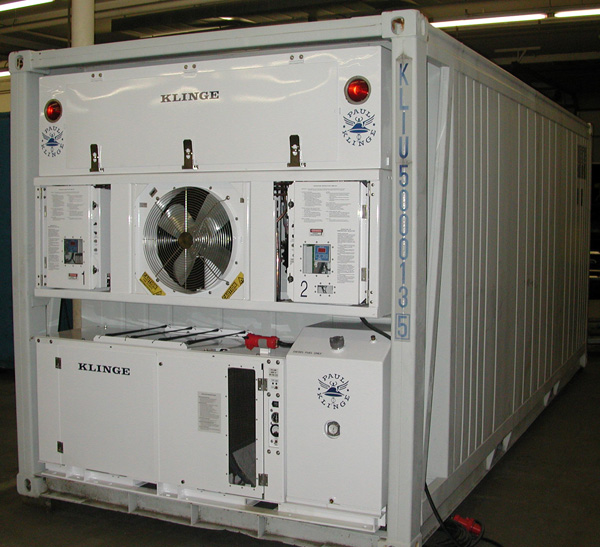
Un conteneur disposant de deux unités de réfrigération et d'un moteur diesel pour son alimentation

Le principe du conteneur est basé sur un dispositif de production de froid alimenté en courant par des prises électriques spéciales sur le moyen de transport, le plus souvent des portes-conteneurs. Sauf produits spéciaux nécessitant de l'air extérieur, seul l'air intérieur est refroidi via un moteur à l'arrière du conteneur. Cet air circule ensuite par le plancher pour se propager dans tout le conteneur uniformément puis remonte vers le haut du conteneur. Une fois arrivé en haut, l'air est capté par le moteur puis refroidi et réinjecté dans le système.
L'asservissement de la température est géré par le système du navire qui transmet tous les paramètres aux commandants du navire.
Dès que le conteneur est débarqué à terre, il est pris en charge par le service technique du port de livraison pour être traité dans les mêmes conditions qu'à bord.
En cas de dysfonctionnement d'un conteneur, l'information est traitée directement par l'ordinateur de bord en émettant un signal d'alarme. L'officier de quart peut alors intervenir et remédier à cette défaillance. Avec ces systèmes, la chaîne de froid est maintenue jusqu'à l'arrivée au port.

## Origine
La conteneurisation est apparue en 1956 quand elle fut mise en œuvre de manière standardisée par Malcom McLean entre la côte Est des États-Unis et le golfe du Mexique. Cette technologie a été exportée à partir de 1966-67, notamment à l'occasion des besoins engendrés par la guerre du Vietnam.
Le conteneur au départ est utilisé pour des produits secs mais rapidement l'intérêt pour le transport de denrées périssables se fit sentir. Les premiers conteneurs adaptés à un tel transport comprenaient des cloisons isolantes d'une part, une connexion au groupe frigorifique du navire via des branchements permettant l'arrivée de l'air froid (système conair). Le principal inconvénient de celui-ci était l'obligation d'être sur un navire. L'étape suivant consista à embarquer sur le conteneur lui-même un groupe frigorifique alimenté en courant électrique par le navire ou une génératrice embarquée sur le train, le camion ou à terre (terminaux portuaires). Le conteneur frigorifique a entraîné la diminution du nombre de navires spécialisés appelés polythermes ou en anglais reefers (refrigerated ships) ; il a pris ce dernier nom dans le monde maritime. Aujourd'hui, il permet le transport de marchandises à des températures pouvant aller de -30 à +30 °C.

## Environnement
Sur le marché des conteneurs réfrigérés, il existe des moteurs basse consommation qui permettent de réduire jusqu'à trois fois la consommation de fuel par voyage et de réduire ainsi les émissions de gaz carbonique. Aussi, des logiciels de pilotage de la consommation permettent de contrôler la température des marchandises tout au long de leur trajet à bord et limitent ainsi la charge d'électricité utilisée.
Ces technologies sont fortement présentes au cœur des flottes des principaux armateurs mondiaux, à l’image du Groupe CMA CGM, armant la deuxième flotte mondiale de reefers. En 2022, le groupe possèdent 410 000 EVP (équivalent vingt pieds).
L'un des soucis posés par le transport en conteneur réfrigéré sur l'environnement est la mauvaise optimisation des voyages. En effet, les exportations venant d'Europe et de Chine sont déséquilibrées. De nombreux conteneurs frigorifiques font le trajet retour vers l'Europe à vide, la Chine exportant peu en reefer.
Les risques pour ces conteneurs sont également présents à terre, une fois arrivés au port.
À Marseille, où 100 000 conteneurs réfrigérés ont été traités en 2018 (soit une augmentation de 50 % en cinq ans), une charte a été signée en 2018 pour la manutention de ces conteneurs en cas de grève. Elle a été mise en place deux fois en deux ans, empêchant qu’un reefer reste sans alimentation électrique.